# X1 (電腦)
X1，有时作夏普X1（Sharp X1），是夏普公司在1982年到1988年间发售的一系列家用电脑。它使用Z80 CPU。
虽然夏普电脑部门已经发售了MZ系列，但电视部门突然发行了新的X1电脑系列。在初版X1发行当时，其它全部家用电脑多使用ROM中的BASIC语言。然而X1沒有BASIC ROM，因而必须通过卡式录音带加载Hu-BASIC解释器。然而从正面看，这一理念意味在不使用BASIC时释放尽可能大的空闲RAM空间。这一策略最初是复制夏普MZ系列，它们在日本被称作裸机。X1的机壳形状在当时相当时尚，并有大量机壳颜色可供选择。
X1的RGB监视器有电视调谐器，电脑画面可以叠加到电视上。通过电脑程序可控制全部电视功能。字体完全通过4色程序化，能有效用于大量游戏。VRAM储存器全部映射到I/O区域，控制无需改变库。X1这些特性对游戏软件非常有用。
在X1为销量挣扎时，NEC的PC-8801在日本市场很快畅销。1984年夏普发行了使用了高分辨率的X1 Turbo系列（640x400对X1的640x200）。它做了大量改进，但时钟频率仍然只有4 MHz。1986年夏普发行了4,096色模拟RGB监视器的X1 Turbo Z。机壳有PC-Engine的X1双子机型在1987年发行。在这最后一台X1系列机种发行后，系列被夏普X68000系列取代。
夏普在日本通过Sharp Aquos继续在日本发行桌面PC/TV组合，其中有一款是红色的X1风格。